# 十地経
十地経（じゅうじきょう、梵: Daśa-bhūmika Sūtra, ダシャ・ブーミカ・スートラ）とは、初期大乗仏教経典の一つで、後に『華厳経』に編入され、『華厳経』の「十地品」（じゅうじぼん）として伝承された。
菩薩の修行位階（bhūmi, ブーミ）が十段階に分け説かれてゆく。

## 翻訳
漢訳経典では
- 竺法護訳 『漸備一切智徳経』（大正蔵285）
- 鳩摩羅什訳 『十住経』（大正蔵286）
- 尸羅達摩訳 『仏説十地経』（大正蔵287）

完訳『華厳経』として
- 仏陀跋陀羅訳 『大方広仏華厳経』（「六十華厳」、大正蔵278）
- 実叉難陀訳 『大方広仏華厳経』（「八十華厳」、大正蔵279）

がある。

## 影響
中観派の祖・龍樹は、『十地経』を註釈し『十住毘婆沙論』を著した。巻第五「易行品第九」は、中国・日本の浄土教（浄土宗・浄土真宗など）にも影響を与えた。
唯識派の世親も、註釈書『十地経論』を書き、それを基に中国十三宗の一つ「地論宗」が成立した。
ネパールでは『華厳経』などと共に九法宝典（Navagrantha）という扱いを受けている。

## 日本語訳
- 『国訳一切経・華厳部』全4巻 大東出版社 初刊1929－32年
- 江部鴨村訳 『口語全訳 華厳経』（上下巻） 国書刊行会、1996年（復刻版）。初刊は1934年
- 荒牧典俊訳注 『十地経 大乗仏典8』 中央公論社、1974年、新版1980年／中公文庫、2003年
- 木村清孝校注 『新国訳大蔵経 華厳部 十住経・兜沙経・菩薩本業経・文殊師利発願経 他』大蔵出版、2007年